# أريلد غولدن
أريلد غولدن (بالنرويجية البوكمول: Arild Gulden)‏ هو لاعب كرة قدم ولاعب كرة يد نرويجي في مركز الوسط، ولد في 4 ديسمبر 1941. شارك مع منتخب النرويج تحت 19 سنة لكرة القدم ومنتخب النرويج تحت 21 سنة لكرة القدم ومنتخب النرويج لكرة القدم. أما مع النوادي، فقد لعب مع نادي غراسهوبر زيوريخ ونادي لين.

## وصلات خارجية
- أريلد غولدن على موقع اتحاد النرويج (النرويجية)
- أريلد غولدن على موقع قاعدة بيانات كرة القدم.إي يو (الإنجليزية)
- أريلد غولدن على موقع ناشيونال فوتبول تيمز (الإنجليزية)
- أريلد غولدن على موقع عالم كرة القدم.نت (الإنجليزية)